# Mordellistena brunneispinosa
Mordellistena brunneispinosa es una especie de coleóptero de la familia Mordellidae.

## Distribución geográfica
Habita en Alemania.